# Гемотоксини
Гемотоксини, або кров'яні (гематичні) отрути — отрути, які руйнують червоні кров'яні тільця (тобто, викликають гемоліз), порушуючи здатність крові скипатися й/або викликають руйнування органів й загальні ушкодження в тканинах.
Зазвичай, гемотоксини застосовуються отруйними тваринами, у тому числі гримучими зміями. Тваринні отрути містять ензими або інші протеїни, які є гемотоксичними або нейротоксичними, або, зрідка, й те, й інше. Однією з функцій гемотоксичних отрут, окрім вбивства здобичі, також є допомога при її перетравленні: отрута руйнує протеїни в місці укусу, тим самим роблячи здобич легшою для перетравлення.
Процес, який призводить до смерті внаслідок отруєння гемотоксином, є набагато повільнішим, ніж процес, спричинений нейротоксином, тому змія може деякий час переслідувати свою отруєну здобич. Зазвичай, жертва-ссавець припиняє втечу не через смерть, але від шоку, спричиненого отруйним укусом. Залежно від виду, розміру тварини, місця укусу й кількості введеної отрути, симптоми, які спостерігаються у людей — нудота, дезорієнтація, головний біль — можуть настати лише через декілька годин після укусу.